# David Dacko
David Dacko (24 de març de 1930, Africa Equatorial Francesa - 20 de novembre de 2003 Camerun) va ser el primer President de la República Centreafricana (CAR), del 14 d'agost de 1960 a l'1 de gener de 1966, i el tercer President de la RCA del 21 de setembre de 1979 a l'1 de setembre de 1981. Fins i tot després de ser apartat del poder en dues ocasions per cops d'estat, Dacko va seguir sent un polític molt actiu i un candidat presidencial amb un grup de seguidors lleials. Dacko va ser d'aquesta manera una important figura en la política Centrafricana durant una mica més de cinquanta anys.